# Laos' flag
Laos' flag blev taget i brug 2. december 1975.
Flaget består af tre horisontale striber, den blå midtstribe er dobbelt så høj som de to røde striber øverst og inderst. I midten af flaget er der en hvid cirkel. Cirkelens diameter er 0,8 gange højden af den blå stribe.
Den røde farve i flaget repræsenterer blodet i kampen for uafhængighed, den blå farve symboliserer landets resurser, mens den hvide cirkel repræsenterer månen over floden Mekong samt landets enhed under den kommunistiske regering.
Fra 1952 til 1975 havde landet et rødt flag med en hvid, trehovedet elefant (guden Airavata) i midten.
| Flag | Spire Denne artikel om flag eller vexillologi er en spire som bør udbygges. Du er velkommen til at hjælpe Wikipedia ved at udvide den. |